# The Journals of Gerontology
The Journals of Gerontology est un ensemble de publications scientifiques spécialisées dans le domaine du vieillissement, publiées aux États-Unis. C'est un ensemble de quatre revues scientifiques à comité de lecture, chacune avec son propre éditeur, et publiée en deux séries. Le Journal of Gerontology: Biological Sciences et le Journal of Gerontology: Medical Sciences sont publiés dans The Journals of Gerontology, Series A; Le Journal of Gerontology: Psychological Sciences et le Journal of Gerontology: Social Sciences sont quant à eux dans The Journals of Gerontology, Series B. Ces revues sont publiées par Oxford University Press pour le compte de la Gerontological Society of America. 

## Histoire
Les revues ont été fondées sous le titre Journal of Gerontology en 1946. En 1961, les articles traitant des mesures sociales, du développement de programmes, et des services, ont été réunis en une nouvelle revue, The Gerontologist . En 1988, Journal of Gerontology a été renommé Journals of Gerontology pour refléter le fait qu’il représentait quatre revues avec quatre rédactions distinctes. En 1995, il est en deux publications distinctes : Les Journals of Gerontology: Biological Sciences and Medical Sciences et les Journals of Gerontology: Psychological Sciences and Social Sciences. 

## Series A

### Journal of Gerontology: Biological Sciences
Journal of Gerontology: Biological Sciences publie des articles sur la biologie du vieillissement. Les sujets traités concernent la biochimie, la biologie cellulaire et moléculaire, la génétique, les neurosciences, la biologie comparée et évolutive, la biodémographie et les fondements biologiques des maladies de fin de vie. 
Les rédacteurs en chef sont Rozalyn Anderson et David Le Couteur. 

### Journal of Gerontology: Medical Sciences
Journal of Gerontology: Medical Sciences publie de la documentation sur diverses sciences médicales liées au vieillissement. Les sujets traités comprennent les sciences médicales fondamentales, l'épidémiologie clinique, la recherche clinique et la recherche sur les services de santé. 
La rédactrice en chef est Anne B. Newman. 

## Series B

### Journal of Gerontology: Psychological Sciences
Journal of Gerontology: Psychological Sciences publie des articles sur la psychologie du vieillissement. Les sujets incluent l'étude des attitudes, la cognition, la perception, les sensations, les émotions, la personnalité, la psychologie de la santé, la neuropsychologie et la psychologie physiologique. 
Le rédacteur en chef est Derek M. Isaacowitz. 

### Journal of Gerontology: Social Sciences
Journal of Gerontology: Social Sciences publie des documents relatifs au vieillissement dans le domaine des sciences sociales. Les sujets abordés comprennent la santé publique, l'épidémiologie, le travail social, la démographie, l'anthropologie, l'histoire sociale, les sciences politiques et l'économie. 
La rédactrice en chef est Deborah S. Carr. 